# Arceuthobium hondurense
Arceuthobium hondurense är en sandelträdsväxtart. Arceuthobium hondurense ingår i släktet Arceuthobium och familjen sandelträdsväxter.

## Underarter
Arten delas in i följande underarter:
- A. h. hawksworthii
- A. h. hondurense